# Christianskirken (Fredericia)
 For alternative betydninger, se Christianskirken. (Se også artikler, som begynder med Christianskirken)
Christianskirken er en kirke i Christians Sogn i Fredericia Kommune. Kirken blev indviet 11. september 1931, som kapel. Senere er flere bygninger blevet bygget til.
Den 30. december 2007 blev en ny altertavle og glasmosaikker af Bjørn Nørgaard offentliggjort.
På kirkegården er begravet tre RAF-piloter, der blev skudt ned i området under 2. verdenskrig. De to navngivne er begravet på hver side af mindestenen, den unavngivne er begravet yderst til højre for mindestenen.

## Galleri
- Mindesten og gravsteder for nedskudte RAF-piloter.
- Mindestenen for RAF-piloterne.

## Eksterne kilder og henvisninger
- Airmen.dk om graven og piloterne
- Christians Sogn hos sogn.dk
- Christianskirken hos KortTilKirken.dk
- Christianskirken, Fredericia hos danmarkskirker.natmus.dk (Danmarks Kirker, Nationalmuseet)

- Wikimedia Commons har flere filer relateret til Christianskirken (Fredericia)